# U-18-Fußball-Europameisterschaft 1992
Die achte U-18-Fußball-Europameisterschaft wurde in der Zeit vom 20. bis 25. Juli 1992 in Deutschland ausgetragen. Sieger wurde die Türkei durch ein Golden Goal (1:0-Sieg) gegen Portugal. Damit verlor Portugal das dritte Finale in Folge. Die gastgebende deutsche Mannschaft schied im Viertelfinale aus, Österreich und die Schweiz konnten sich nicht qualifizieren.
Zum letzten Mal fand das Turnier im zweijährigen Turnus statt. Seit 1993 wird das Turnier wieder jährlich ausgetragen.

## Modus
Die acht qualifizierten Mannschaften spielten im K.-o.-System um den Titel. Die Viertelfinalsieger erreichen das Halbfinale, die Halbfinalsieger das Finale. Die Halbfinalverlierer spielen um Platz drei. Die Viertelfinalverlierer spielen um zwei freie Plätze für die Junioren-Fußballweltmeisterschaft 1993. Die Halbfinalisten qualifizieren sich ebenfalls für die Weltmeisterschaft.

## Teilnehmer
Am Turnier haben folgende Mannschaften teilgenommen:
| - Deutschland (Ausrichter) - England - Norwegen - Polen | - Portugal - Gemeinschaft unabhängiger Staaten (GUS) (Titelverteidiger) - Ungarn - Türkei |

### Mannschaften aus dem deutschsprachigen Raum

#### BR Deutschland
Die DFB-Junioren qualifizierten sich als Sieger der Gruppe 4 mit einem Punkt Vorsprung vor Italien für die Endrunde. Zum sechzehnköpfigen Kader von Rainer Bonhof und dessen Co-Trainer Bernd Stöber beim Finalturnier vor heimischer Kulisse zählten unter anderem die späteren Bundesligaspieler, -trainer und -manager Dimo Wache, Uwe Gospodarek (beide im Tor), Max Eberl, Jens Nowotny, Torsten Lieberknecht Carsten Ramelow und André Breitenreiter. Nach der hohen Viertelfinalniederlage gegen den Vizeeuropameister von 1990, Portugal, sicherte sich das Team durch den 3:2-Sieg gegen Polen das Ticket für die U-20-WM in Australien – bei der dann auch Carsten Jancker, der kurz vor der EM verletzt ausgefallen war, im Aufgebot stand – im März 1993.
| Spieler              | Verein               | Einsätze | Tore |
| -------------------- | -------------------- | -------- | ---- |
| Dimo Wache           | Bayer 04 Leverkusen  | 1        | -    |
| Uwe Gospodarek       | FC Bayern München    | 1        | -    |
| Markus Schwiderowski | FC Schalke 04        | 2        | -    |
| Torsten Lieberknecht | 1. FC Kaiserslautern | 2        | -    |
| Max Eberl            | FC Bayern München    | 2        | -    |
| Carsten Ramelow      | Hertha BSC           | 2        | -    |
| Guido Jörres         | 1. FC Köln           | 2        | -    |
| Stefan Thiele        | Borussia Dortmund    | 2        | -    |
| Jens Nowotny         | Karlsruher SC        | 1        | -    |
| Werner Protzel       | FC Bayern München    | 2        | -    |
| Marcus Ziegler       | VfB Stuttgart        | 1        | -    |
| Thomas Reis          | Eintracht Frankfurt  | 1        | -    |
| Tobias Hager         | FC Bayern München    | 2        | -    |
| André Breitenreiter  | Hannover 96          | 2        | 2    |
| Frank Meißner        | Werder Bremen        | 1        | -    |
| Christoph Dengel     | 1. FC Kaiserslautern | 1        | 1    |

- Trainer: Rainer Bonhof

#### DDR
Für das Turnier, das später in die Bundesrepublik vergeben wurde, loste die UEFA die DDR im Dezember 1989 in die Qualifikationsgruppe 3 mit Frankreich, Dänemark, Luxemburg und Portugal. Im Zuge der deutschen Wiedervereinigung und der Eingliederung von DFV/NOFV in den DFB wurde das Team aus dem Wettbewerb zurückgezogen.

## Austragungsorte
Gespielt wurde in den Städten Amberg, Bamberg, Bayreuth, Haßfurt, Nördlingen, Nürnberg, Regensburg, Schwandorf, Schweinfurt und Vestenbergsgreuth.

## Das Turnier

### Viertelfinale
|                             |   |          |                      |
| 20. Juli 1992 in Nürnberg   |   |          |                      |
| Deutschland                 | – | Portugal | 0:4                  |
| 20. Juli 1992 in Nördlingen |   |          |                      |
| Türkei                      | – | Ungarn   | 3:0                  |
| 20. Juli 1992 in Regensburg |   |          |                      |
| England                     | – | Polen    | 3:1                  |
| 20. Juli 1992 in Haßfurt    |   |          |                      |
| Norwegen                    | – | GUS      | 4:4 n. V., 3:1 i. E. |

### WM-Qualifikation
|                                    |   |        |     |
| 22. Juli 1992 in Bamberg           |   |        |     |
| Deutschland                        | – | Polen  | 3:2 |
| 22. Juli 1992 in Vestenbergsgreuth |   |        |     |
| GUS                                | – | Ungarn | 3:1 |

### Halbfinale
|                              |   |          |                        |
| 22. Juli 1992 in Schwandorf  |   |          |                        |
| Türkei                       | – | Norwegen | 2:1                    |
| 22. Juli 1992 in Schweinfurt |   |          |                        |
| Portugal                     | – | England  | 1:1 n. V., 12:11 i. E. |

### Spiel um Platz drei
|                         |   |         |                      |
| 25. Juli 1992 in Amberg |   |         |                      |
| Norwegen                | – | England | 1:1 n. V., 8:7 i. E. |

### Finale
|                           |   |          |           |
| 25. Juli 1992 in Bayreuth |   |          |           |
| Türkei                    | – | Portugal | 2:1 n. GG |

## Entscheidungen
Die Türkei wurde zum ersten Mal U-18-Fußball-Europameister.
Die Siegerelf: Yetkin Akman – Bülent Kapıcı – Emre Aşık, Sinan Demircioğlu – Yakup Can, İlhami Arslan, Turan İlciktay (Tarkan Alkan), Seyfettin Kurtulmuş – Bülent Yılmaz (Aygün Taşkıran), Oktay Derelioğlu, Mustafa Kocabey
Bülent Yılmaz, Tarkan Alkan / Cardoso erzielten die Tore im Finale.
Neben der Türkei qualifizierten sich Deutschland, England, die Gemeinschaft unabhängiger Staaten (GUS), Norwegen und Portugal für die Junioren-Fußballweltmeisterschaft 1993.